# Métropole de la Thessaliotide et de Phanariopharsale
La Métropole de Thessalie et de Phanariopharsale (en grec byzantin : Ιερά Μητρόπολις Θεσσαλιώτιδος και Φαναριοφερσάλων) est un évêché de l'Église orthodoxe de Grèce. Elle a son siège à Kardítsa et elle étend son ressort sur le sud-ouest de la Thessalie.

## La cathédrale
- C'est l'église Saint-Constantin et Sainte-Hélène de Kardítsa.

## Les métropolites
- Timótheos (el) (né Nikólaos Anthis sur l'île de Corfou en 1964) depuis 2014.

## Le territoire
L'évêché compte 17 doyennés

### Doyenné de Kardítsa
- Kardítsa (10 paroisses)

## Les sources
- (el) Le site de la métropole : http://www.imthf.gr
- Diptyques de l'Église de Grèce, éditions Diaconie apostolique, Athènes (édition annuelle).